# Eirapaviljongen

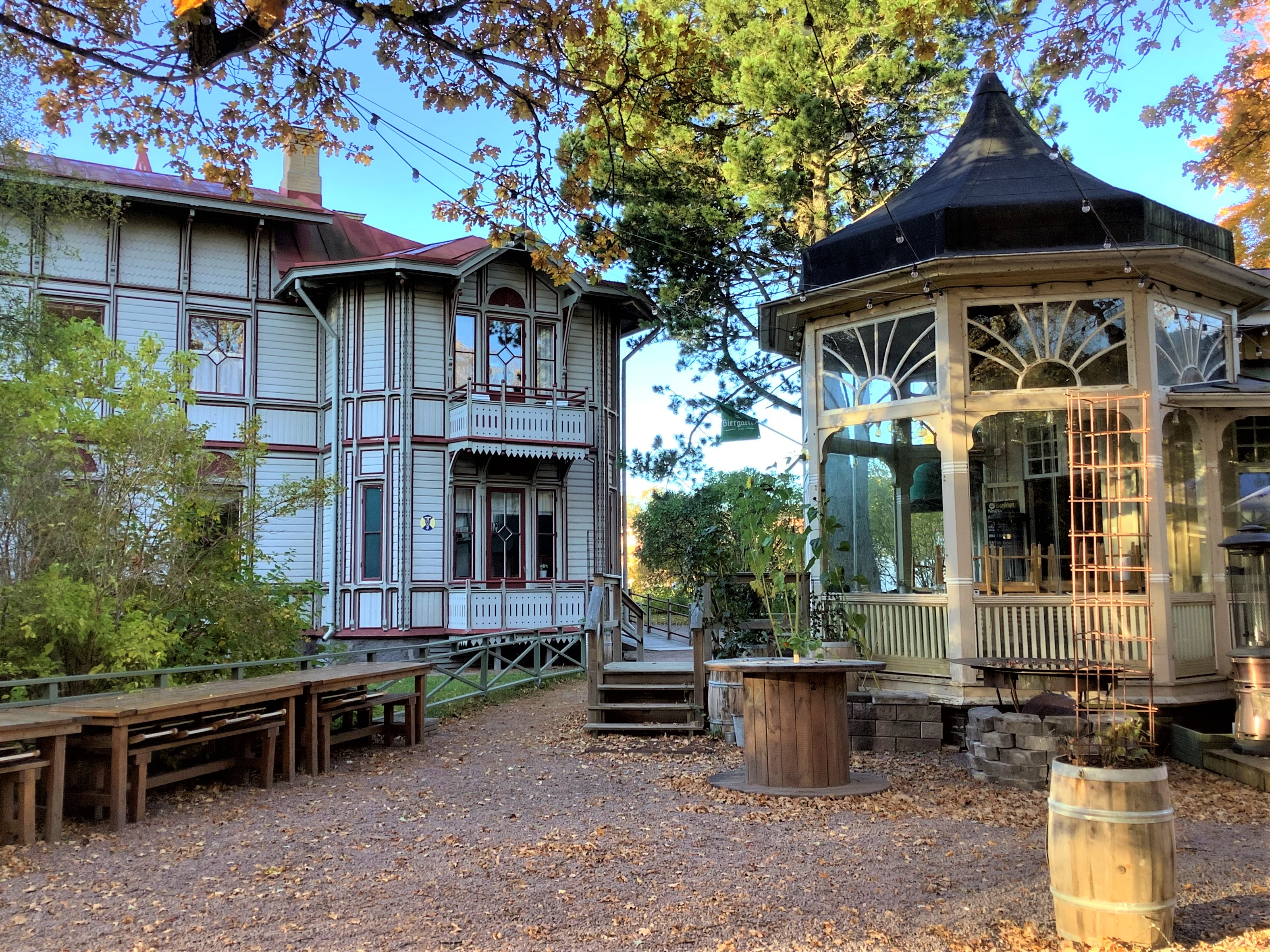
Villa Eira och Eirapaviljongen.

Eirapaviljongen är en av byggnaderna på den tidigare Hjo Vattenkuranstalt i Hjo. Den ritades av Lars Kellman och uppfördes 1907.
Eirapaviljongen byggdes för rekreation, sällskapsliv och andaktsstunder. Huset är en träbyggnad på torpargrund. Den hade en öppen veranda med en åttkantig plattform täckt av en lökformad tornhuv, senare inbyggd och på 1990-talet ombyggd till serveringslokal.
Byggnaden blev byggnadsminne den 31 maj 2018, liksom de övriga byggnaderna i den tidigare badanstaltens park, nuvarande Hjo stadspark, av Länsstyrelsen i Västra Götalands län.